# 新戈尔基农村居民点
新戈尔基农村居民点（俄语：Новогоркинское сельское поселение）是俄罗斯联邦伊万诺沃州列日涅沃区所属的一个农村居民点。其下辖有14个居民点，行政中心为新戈尔基。据2016年统计，该农村居民点的人口为3424人。